# Біла (гміна Тшцянка)
Біла (пол. Biała, нім. Behle) — село в Польщі, у гміні Тшцянка Чарнковсько-Тшцянецького повіту Великопольського воєводства.
Населення — 1021 особа (2011).
У 1975-1998 роках село належало до Пільського воєводства.

## Демографія
Демографічна структура станом на 31 березня 2011 року:
|          | Загалом | Допрацездатний вік | Працездатний вік | Постпрацездатний вік |
| -------- | ------- | ------------------ | ---------------- | -------------------- |
| Чоловіки | 521     | 108                | 373              | 40                   |
| Жінки    | 500     | 116                | 283              | 101                  |
| Разом    | 1021    | 224                | 656              | 141                  |